# Hècale
Hècale (en grec antic Ἑκάλη) va ser, segons la mitologia grega, una dona vella que va acollir Teseu quan aquest anava a Marató per lluitar contra el brau de Creta.
Van passar la vetlla junts i, al matí, una vegada Teseu va haver marxat, Hècale va oferir un sacrifici a Zeus per demanar-li que l'heroi pogués retornar. Teseu va matar el brau i va tornar a la cabana de la dona. Però la pobre vella havia mort i en el seu honor Teseu va fundar el santuari de Zeus Hecalesi, i una festa en honor d'Hècale. Teseu també va donar el nom d'Hècale a un dels demos de l'Àtica, i els seus habitants es consideraven fills d'Hècale.
Un fragment del poema Hècale, de Cal·límac, el va conservar Plutarc a la "vida de Teseu".